# Пеева
Преслава Пеева Кръстева-Митева, по-позната просто като Пеева, е българска певица.

## Биография
Преслава Митева, наричана и Peeva, завършва плевенското музикално училище „Панайот Пипков“.
Впоследствие се дипломира от Нов български университет със специалност „Поп и джаз пеене“.
През 2011 година взима участие в първия сезон на телевизионното състезание за любители музиканти X Factor, с което печели известна популярност.
През 2015 година Пеева се омъжва за рапъра F.O., с когото се запознават в неговото звукозаписно студио MFZanimation. Двамата имат две деца. През следващите години издава няколко песни – „Дивият изток“ (2016, съвместно с Bisollini, 2OfUs и F.O.), „Помниш ли“ (2018, съвместно с F.O.), „Виж се само“ (2022, съвместно с K.lina), „Повече“ (2023) и „Звук в тишина“ (2024, съвместно с F.O.). През 2019 излиза и дебютният албум „Митеви“ на дуото F.O. и Peeva.
През 2025 година дуото гостува на предаването „Преди обед“ по БТВ. Споделят съвместната си работа и емоционалната роля на Peeva в проектите на F.O., при създаването на индивидуалните нейни изпълнения и за дуетните им дейности.

## Награди
- Награда на уебсайт 359 Hip-Hop за „Най-добър R’n’B изпълнител/жена“ – Peeva. Наградата е статуетка и е присъдена по време на нарочен подкаст от 359 Hip-Hop на връчването на наградите за 2022 година (единайсета поредна година с награди).[13]

### Цитирани източници
- Плевенчанката Преслава Пеева в нова колаборация с известни рапъри (Видео) //  ruse.utre.bg.   ruse.utre.bg, 2016.  Архивиран от оригинала на 2022-10-23. Посетен на 2024-11-22.